# Vacha, Wartburg
Vacha là một thị xã ở huyện Wartburgkreis, bang Thuringia, Đức. Dân số cuối năm 2006 là 3787 người. Đô thị này nằm bên sông Werra, 15 km về phía tây của Bad Salzungen, và 23 km về phía đông của Bad Hersfeld.